# Чепец (приток Тимшора)

Чепец — река в России, протекает по Чердынскому району Пермского края. Устье реки находится в 8 км по левому берегу реки Тимшор. Длина реки составляет 61 км, площадь водосборного бассейна 412 км².
Исток реки в заболоченном лесу в 25 км к северо-западу от деревни Ольховка. Река течёт на юг и юго-восток по ненаселённому заболоченному лесу. В среднем и нижнем течении течёт вдоль бывшей лесовозной железной дороги, по которой лес от нескольких исправительно-трудовых лагерей вдоль неё доставлялся к посёлку Чепец на Каме. Впадает в Тимшор у бывшего разъезда Тимшор этой дороги.

## Притоки (км от устья)
- 17 км: река Бельчик
- 34 км: река Шипицина
- 42 км: река Чепеченка

## Данные водного реестра
По данным государственного водного реестра России, относится к Камскому бассейновому округу, водохозяйственный участок реки — Кама от истока до водомерного поста у села Бондюг, речной подбассейн реки — бассейны притоков Камы до впадения Белой. Речной бассейн реки — Кама.
По данным геоинформационной системы водохозяйственного районирования территории РФ, подготовленной Федеральным агентством водных ресурсов:
- Код водного объекта в государственном водном реестре — 10010100112111100003543
- Код по гидрологической изученности (ГИ) — 111100354
- Код бассейна — 10.01.01.001
- Номер тома по ГИ — 11
- Выпуск по ГИ — 1